# Філліп-Крік – Маунт-Айза
Філліп-Крік – Маунт-Айза – газопровід на півночі Австралії. Офіційно відомий як Northern Gas Pipeline (а також як North East Gas Interconnector).
Станом на середину 2010-х створені на сході та півночі Австралії газотранспортні системи не мали сполучення між собою, при цьому на сході відчували дефіцит ресурсу. З огляду на це в 2019-му ввели в дію інтерконнектор між Філліп-Крік, що знаходиться на трасі трубопроводу Палм-Воллей – Дарвін, та Маунт-Айза, де виникло сполучення з газопроводом Баллера – Маунт-Айза, який відноситься до східної системи. Палм-Воллей – Дарвін надає доступ до ресурс родовищ басейну Амадеус та Тиморського моря.
Northern Gas Pipeline має довжину 622 кілометра та виконаний в діаметрі 300 мм. Пропусна здатність трубопроводу визначена як 2,8 млн м3 на добу, втім, розташована на його початку компресорна станція Філліп-Крік може перекачувати лише 2,4 млн м3 на добу.